# قلعة الإسكندرونة (لبنان)
قلعة الإسكندرونة (بالإنجليزية: Scandelion Castle)‏ بناها الصليبيون في عهد بالدوين الأول في لبنان عام 1116، بعد المصادر الأخرى تشير إلى عام 1124. بُنيت على مرتفع قرب اسكندرونة لحماية مدينة صور.